# Trois concertos pour piano, K 107
Les Trois concertos pour piano, KV 107/1 à 3, sont trois concertos pour clavier de Wolfgang Amadeus Mozart qui ont été composés en 1771 (ou 1765). Ces concertos sont basés sur des sonates de Johann Christian Bach qui font partie de l'opus 5. Mozart a transformé la Sonate no 2 en ré majeur, la Sonate no 3 en sol majeur, et la Sonate no 4 en mi bémol majeur en ses trois concertos du KV 107.
Ces concertos n'ont pas été publiés dans la Alte Mozart-Ausgabe, la première édition complète des œuvres de Mozart, et n'ont pas été numérotés par les éditeurs de cette édition, Breitkopf & Härtel (alors que les autres 27 concertos figurent bien dans cette édition). Ces trois concertos, et ceux connus comme les Concertos pour piano no 1-4 ne sont pas en réalité de vraies compositions, mais des arrangements d'œuvres d'autres compositeurs. 

## Structure
Ces concertos sont écrits pour un piano, deux parties de violon et une partie de basse continue.

### Concertono1enré majeurKV 107/1
D'après J. C. Bach Op. 5 no 2
1. Allegro
2. Andante
3. Tempo di Menuetto

Durée : environ 14 minutes

### Concertono2ensol majeurKV 107/2
D'après J. C. Bach Op. 5 no 3
1. Allegro
2. Allegretto (avec quatre variations).

Durée : environ 9 minutes

### Concertono3enmi bémol majeurKV 107/3
D'après J. C. Bach Op. 5 no 4
1. Allegro
2. Rondeau : Allegretto

Durée : environ 10 minutes